# Parafia Matki Bożej Fatimskiej w Acacia Ridge
Parafia Matki Bożej Fatimskiej w Acacia Ridge – parafia rzymskokatolicka, należąca do archidiecezji Brisbane.